# Lionel Lindsay

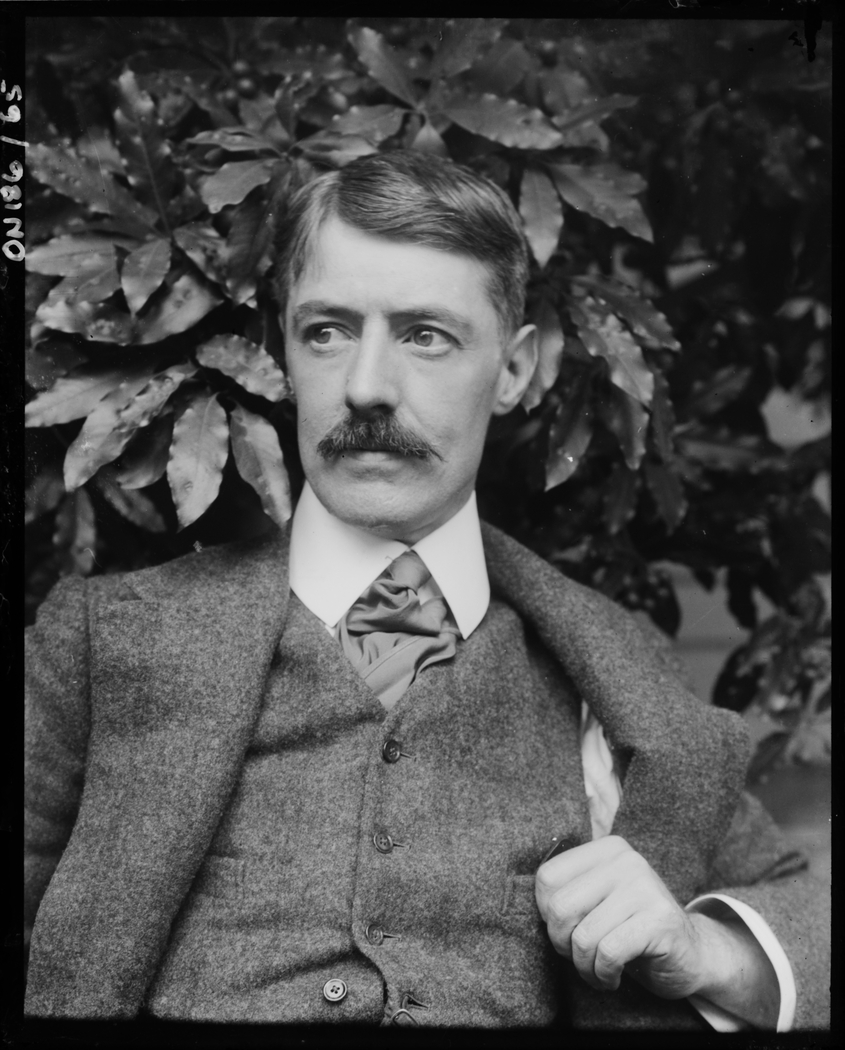
Lionel Lindsay

Lionel Lindsay, vollständig Sir Lionel Arthur Lindsay (* 17. Oktober 1874 in Creswick, Victoria; † 22. Mai 1961 in Melbourne) war ein australischer Maler, Grafiker und Kunstkritiker mit anglo-irischen Wurzeln.

## Leben und Wirken
Lindsay war der Sohn der Arztes Robert Alexander Lindsay (1843–1915) und dessen Ehefrau Jane Elizabeth Lindsay (1848–1933). Sein Großvater mütterlicherseits war der Prediger Thomas Williams, ein Anhänger John Wesleys (→Methodistische und Wesleyanische Kirchen). Lindsay hatte neun Geschwister, darunter Percy (1870–1952), Norman (1879–1969), Ruby (1885–1919) und Daryl Lindsay (1889–1976).
Während seiner Schulzeit arbeitete Lindsay ab 1889 am Observatorium in Melbourne. Erst als er 1892 begann, an der Kunstakademie der National Gallery of Victoria in Melbourne zu studieren, gab er diese Arbeit auf. Parallel zu seinem Studium arbeitete er im Atelier von George James Coates (1869–1930).
Um 1895 unternahm Lindsay eine ausgedehnte Studienreise nach Spanien und Großbritannien. Nach seiner Rückkehr ließ er sich in Sydney nieder und eröffnete dort auch ein eigenes Atelier. Als Mitglied der Society of Artists bestritt er 1907 eine sehr erfolgreiche Einzelausstellung, durch die er im ganzen Land bekannt wurde. 1921 war Lindsay maßgeblich an der Gründung der Painters-Etcher’ Society beteiligt und wurde auch deren erster Präsident.
Nach dem Ersten Weltkrieg holten die Colnaghi’s Galleries Lindsay nach London und machten ihn durch Ausstellungen auch in Großbritannien bekannt. 
Neben der Arbeit in seinem Atelier übernahm Lindsay auch Aufgaben in der Art Gallery of New South Wales und wurde 1941 dort auch zum Trustee berufen. Auf Vorschlag der australischen Regierung unter Premierminister Robert Menzies adelte 1941 König Georg VI.  Lindsay zum Knight Bachelor. 
Am 22. Mai 1961 starb Lionel Lindsay in Melbourne und fand dort auch seine letzte Ruhestätte.

## Werke (Auswahl)
- A book of woodcuts, drawn on wood and engraved. Constable, London 1922.
- A consideration of the art of Ernest Moffit.
- Etchings and drypoints of Spain and Australia. Colnaghi, London 1927
- Comedy of life. An autobiography. Angus & Robertson, Sydney 1967.
- Drawing and drawings in Australia. Fairfax Press, Sydney 1937.